# ويليام وارتون
ويليام وارتون (بالإنجليزية: William Wharton)‏‏ (7 نوفمبر 1925 في فيلادلفيا - 29 أكتوبر 2008 في إنسينيتاس، سان ديغو، كاليفورنيا) روائي، وكاتب، وكاتب سيناريو من الولايات المتحدة.

## الجوائز
- جائزة الكتاب الوطني  [لغات أخرى]‏

## روابط خارجية
- ويليام وارتون على موقع IMDb (الإنجليزية)
- ويليام وارتون على موقع الموسوعة البريطانية (الإنجليزية)
- ويليام وارتون على موقع إن إن دي بي (الإنجليزية)
- ويليام وارتون على موقع قاعدة بيانات الفيلم (الإنجليزية)